# Aeroport Internacional de Bahrain
L'Aeroport Internacional de Bahrain (àrab: مطار البحرين الدولي, Maṭār al-Baḥrayn ad-Duwalī; codi IATA: BAH, codi ICAO: OBBI) és una instal·lació de l'aviació situada a l'illa d'al-Muharraq, al nord de l'Illa de Bahrain, uns 7 km al nord-est de la capital de Bahrain, al-Manama.
Es va construir el 1936 i des d'aleshores ha anat augmentant la seva capacitat i les seves instal·lacions. El 1971, amb la independència de Bahrain, se'n va retirar la Royal Air Force. El 2009 es va anunciar una inversió gegantina en la seva ampliació en els anys posteriors. Els Estats Units hi tenen facilitats.